# Ocna Sibiului (castrum)
El castrum d'Ocna Sibiului era un fort de la província romana de Dàcia romana. El fort va ser construït i abandonat el 2n segle dC..Les seves ruïnes van ser desenterrades al turó de Topârcii a Ocna Sibiului (Romania).